# プロアトラスX3
プロアトラスX3は、2006年7月7日にアルプス社が発売したMacintosh用地図ソフト。
プロアトラスシリーズとしてMacintosh向けに発売された最後のバージョンである。
発売開始から3年間のサポートを掲げており、2008年にアルプス社を吸収合併したヤフーが引き続き行っていたが、予定通り3年後の2009年7月7日にサポートを終了した。

## 機能

### 収録されている地図
- 5千都市図 - 東京、横浜、名古屋、岐阜、大阪、奈良、京都、神戸の中心部を1/2000縮尺で収録
- 5千市街図 - 主要950都市を1/2000縮尺で収録
- 1万詳細図 - 771市区町村を1/3900縮尺で収録
- 2.5万詳細図 - 日本全国を1/9800縮尺で収録
- 7万広域図 - 日本全国を1/28000縮尺で収録
- 25万広域図 - 日本全国を1/98000縮尺で収録
- 50万広域図 - 日本全国を1/200000縮尺で収録
- 100万広域図 - 日本全国を1/390000縮尺で収録
- 300万広域図 - 日本全国を1/1200000縮尺で収録
- 日本広域図
- 日本全図
- 世界広域地図
- 世界全図

### 主な機能
- 写真やWebサイトを地図にリンクすることができる。
- 地図ダウンロードサービスに対応する。
- iPodにデータを読み込み、地図を持ち運べる。
- Bluetooth・GPSで現在位置をリアルタイムに取得することができる。
- 自由自在に地図をレイアウト印刷することができる。
- ナビゲーションが可能。
- Universal Binary対応で、PowerPCおよびIntelMacの両方に完全対応している。

### アップデート
- プロアトラスX2以前のソフトウェアは、インストールでなくX3バージョンにアップデートされる。[要出典]

## 外部サイト
- MacとiPodの世界をさらに広げる「プロアトラスＸ３」 株式会社アルプス社 - ウェイバックマシン（2007年12月18日アーカイブ分）